# Plexippus pokharae
Plexippus pokharae là một loài nhện trong họ Salticidae.
Loài này thuộc chi Plexippus. Plexippus pokharae được Marek Żabka miêu tả năm 1990.